# Сенково (Шамотульський повіт)
Сенково (пол. Sękowo) — село в Польщі, у гміні Душники Шамотульського повіту Великопольського воєводства.
Населення — 527 осіб (2011).
У 1975-1998 роках село належало до Познанського воєводства.

## Демографія
Демографічна структура станом на 31 березня 2011 року:
|          | Загалом | Допрацездатний вік | Працездатний вік | Постпрацездатний вік |
| -------- | ------- | ------------------ | ---------------- | -------------------- |
| Чоловіки | 266     | 45                 | 198              | 23                   |
| Жінки    | 261     | 46                 | 155              | 60                   |
| Разом    | 527     | 91                 | 353              | 83                   |